# Leucit
A leucit (KAlSi2O6) kőzetképző ásványi anyag, amely kálium- és alumínium-tektoszilikátból áll. Forró magmából kristályosodva először szabályosan, majd pedig kb. 600 °C alá hűlve tetragonálisan kristályosodik. 1791-ben Abraham Gottlob Werner német mineralógus-geológustól kapta a nevét a görög leukos (fehér) szóból, a színváltozat gyakorisága miatt.

## Képződése
Nagyobb hőmérsékleten képződik kálidús magmákból. Káliföldpáttá alakulhat, és instabillá válik a huzamos kristályosodási állapotok között. Így kizárólag kiömlési kőzetekben fordul elő.
A leucit általában a vulkáni kőzetekben fehér, sárgásfehér színű, ritkán színtelen. Megjelenése gömbölyded.

## Előfordulása
Főleg Olaszország vulkánvidéke gazdag leucitban. Gyakori jelenség, hogy szabad leucitkristályok kerülhetnek a felszínre a Vezúv kitörésekor. De említésre méltók még a Kilimandzsáró és Meru, a közép-afrikai nagy vulkánok. Elszórtan a badacsonyi bazaltban is fellelhető. További lelőhelyei: Németország, Brazília, Amerikai Egyesült Államok, Kanada.
Műtrágya előállításához káliumtartalma miatt használták fel. Néha fogászatban alkalmazzák adalékanyagként, valamint kerámiához és ékszer készítéséhez.

## További információ
- Koch Sándor – Sztrókay Kálmán: Ásványtan I-II. Budapest: Nemzeti Tankönyvkiadó. 1994.  ISBN 963-18-5971-1